# Das Alte Ladakh
Das Alte Ladakh is een Duitse documentairefilm met speelscènes van regisseur Clemens Kuby uit 1986. De film werd in 1987 onderscheiden met een Bundesfilmpreis in de categorie Beste Film.

## Verhaal
De film geeft een portret van Ladakh. Het gebied, ook wel Little Tibet genoemd, maakte destijds deel uit van de staat Jammu en Kasjmir in het noorden van India. Tot 1974, twaalf jaar voor de opnames van de film, was het gebied gesloten voor toeristen.
Er worden interviews gehouden met de bevolking en er worden korte speelscènes getoond die een beeld geven van de Tibetaanse cultuur in die regio. De bevolking belijdt het tantrische boeddhisme en voelt een sterke band met de psychische energieën. De mensen in het dal zeggen dat de oude leraar Geshe kan vliegen. Als hij dat zou willen dan, want het gebruik van magie is voor de boeddhisten immoreel.

## Film op internet
- (nl) Boeddhistische Omroep Stichting